# Kenji Watanabe
Pour les articles homonymes, voir Watanabe.
Kenji Watanabe (渡辺 健司, Watanabe Kenji), né le 17 juillet 1969 à Tokyo où il est mort le 18 septembre 2017, est un nageur japonais international, spécialiste des épreuves de la brasse.

## Biographie
Kenji Watanabe participe notamment à trois Jeux Olympiques d'été, compétition que son grand-père, Hisakichi Toyoda a également disputé lors des Jeux Olympiques d'été en 1932. 
Au cours de sa carrière, il remporte beaucoup de titres de la brasse au Japon. Après les Jeux de Barcelone de 1992, il annonce la fin de sa carrière au haut niveau. Il devient  entraîneur de la Fédération de Natation de Toshima à Tokyo, Japon.
Il meurt le 18 septembre 2017 à l'âge de 48 ans.

## Palmarès

### Jeux Olympiques
- Septième de la finale B du 200 mètres brasse des jeux Olympiques 1984 de Los Angeles.
- Participation aux Jeux Olympiques d'été 1988 de Séoul.
- Septième du 200m brasse des Jeux Olympiques 1992 de Barcelone.

### Jeux Asiatiques
- Vainqueur du 200 mètres brasse des Jeux asiatiques de 1986 de Séoul.
- Vainqueur du 200 mètres brasse des Jeux asiatiques de 1990 de Pékin.